# Rohohlavec srpovitý
Rohohlavec srpovitý (Ceratocephala falcata) je druh rostliny z čeledi pryskyřníkovité (Ranunculaceae).

## Popis
Jedná se o jednoletou drobnou rostlinu dorůstající nejčastěji výšky 3–10 cm. Lodyha i listy jsou pavučinatě vlnaté. Listy jsou v přízemní růžici, čepel je 1–2x hluboce vidličnatě až dlanitě členěná v čárkovité úkrojky. Květy jsou jednotlivé na dlouhých stopkách, které se za plodu prodlužují, jsou žluté, mají asi 8–15 mm v průměru. Kališních lístků je 5, jsou zelené, vně pavučinatě vlnaté. Korunních lístků je také 5, jsou delší než kališní, žluté, asi 5–9 mm dlouhé, s nektáriem. Kvete na jaře, v březnu až v květnu. Tyčinek je nejčastěji 8. Gyneceum je apokarpní, pestíků je mnoho. Plodem je nažka, na povrchu alespoň v mládí pavučinatě vlnatá, později olysává, s dlouhým za zralosti srpovitě zahnutým zobánkem. Nažky jsou uspořádány do hlávkovitého souplodí na prodlouženém květním lůžku.

## Rozšíření
Rohohlavec srpovitý roste přirozeně v jižní Evropě a v Asii, na východ po Pákistán a provincii Sin-ťiang v západní Číně. Z České republiky byl v minulosti udáván, ale patrně omylem.